# Marcel Déat
Marcel Déat, född 7 mars 1894 i Guérigny, död 5 januari 1955 nära Turin i Italien, var en fransk politiker.
Déat var deputerad 1926-28 och 1932-36, och tillhörde ursprungligen den socialistiska partiet. 1933 lämnade han detta och blev en av de ledande gestalterna i det neosocialistiska partiet, vars program omformades av honom i auktoritär och antisemitisk riktning. Mellan januari och juni 1936 var han flygminister i Albert Sarrauts regering. Han var ivrig anhängare av eftergiftspolitiken gentemot Tyskland och framträdde efter Frankrikes sammanbrott 1940 som talesman för intimt samarbete med nazisterna. Han gick längre än Vichyregeringen och kom därför i motsättning till marskalk Philippe Pétain och flyttade till det av tyskarna ockuperade Paris. Där etablerade han sig som chefredaktör för L'Œuvre, vari han agiterade för sin linje. I februari 1941 bildades på hans initiativ det franska nationalsocialistiska partiet Rassemblement national populaire. Denna anslöt sig till tankarna på Neuropa. 
I augusti 1941 sårades han tillsammans med Pierre Laval vid ett attentant i Versailles.  
Déat organiserade Sociala arbetsfronten och blev i februari 1942 chef för en legion av franska frivilliga på östfronten. I mars 1944 utnämndes han till arbetsminister och "statssekreterare för nationell solidaritet" i Lavals regering. 
Efter de allierades invasion i Frankrike i juni 1944 flydde Marcel Déat till Tyskland. I juni 1945 dömdes han in contumaciam till döden. 